# Marc Tessier-Lavigne
Marc Trevor Tessier-Lavigne, né le 18 décembre 1959  à Trenton (Canada), est un chercheur canadien en neurosciences.  Il est président de l'Université Stanford de 2016 à 2023, date à laquelle il démissionne à la suite d'allégations de méconduite scientifique. 
Auparavant, il a été vice-président exécutif de la recherche à Genentech, professeur à l'Université de Californie à San Francisco, puis président de l'Université Rockefeller à New York, et membre du Conseil consultatif scientifique de la fondation Cure Alzheimer's Fund.

## Biographie
Marc Tessier-Lavigne est né à Trenton, en Ontario. Il grandit de 7  à   17 ans  à l'étranger notamment en Angleterre et en Belgique où son père est en poste à l'OTAN dans le cadre des Forces armées canadiennes, . Après une scolarité au lycée français de Bruxelles, il obtient une licence en sciences physiques à l'Université McGill, avant de poursuivre, grâce à une Bourse Rhodes, à l'Université d'Oxford où il « rencontre le système nerveux et en tombe amoureux »[réf. souhaitée] et décroche un B.A. en philosophie et physiologie. Il obtient par la suite un doctorat en physiologie au University College de Londres avec David Attwell (en). Il fait son stage postdoctoral à l'Université Columbia avec Thomas Jessell (en).

## Carrière
Marc Tessier-Lavigne commence sa carrière de professeur à l'Université de Californie à San Francisco de 1991 à 2001 puis à l'Université Stanford à partir de 2001. Il entre chez Genentech en 2003 en tant que vice-président pour la recherche sur les médicaments. Il justifie son départ de l'université par le « potentiel pour créer une rupture thérapeutique pour des besoins médicaux non satisfaits ». Ses recherches sur le développement du cerveau a permis de découvrir les détails sur le déclenchement de la maladie d'Alzheimer.
En 2011 Marc Tessier-Lavigne rejoint l'Université Rockefeller dont il devient le 10e président, succédant à Paul Nurse, retourné en Grande-Bretagne pour prendre la présidence de la Royal Society. L'Université Rockefeller lui permet de superviser une équipe de 1 400 chercheurs Il est le premier scientifique de haut rang à quitter Genentech à la suite de son acquisition par Roche en mars 2009. Son départ de Genentech suscite des inquiétudes pour la société, décrite par The New York Times comme étant « parmi les plus innovantes et les plus réussies des entreprises de biotechnologie dans le monde », car il risquerait d'avoir un effet négatif sur sa culture scientifique. Marc Tessier-Lavigne précise que son choix de quitter Genentech n'a aucun lien avec l’absorption par Roche et que « le travail pour Rockefeller était probablement le seul capable de lui faire quitter Genentech.»  Alors qu'il était encore trop tôt pour discuter des objectifs spécifiques, Marc Tessier-Lavigne a précisé qu'il souhaitait travailler sur les transferts de la recherche fondamentale au profit des traitements pour la maladie.
Marc Tessier-Lavigne est également membre des Xconomists, une équipe ad hoc du comité pour les nouvelles technologies et de la société de médias, Xconomy.
Le 4 février 2016, l'Université Stanford annonce que Marc Tessier-Lavigne devenait son 11e président, succédant à John L. Hennessy.

## Méconduite scientifique
En 2022, Elisabeth Bik révèle qu'il a été auteur principal ou coauteur entre 2001 et 2008 de quatre articles dans de grandes revues, contenant des résultats manipulés,.
Le 19 juillet 2023, après plusieurs semaines de controverse, il est contraint de démissionner de son poste de président de l'Université Stanford,,.

## Titres
- docteur honoris causa, Université de Pavie, 2006.
- membre de l'Académie nationale des sciences des États-Unis et de son Académie de Médecine[13] au titre de l'Association américaine pour l'avancement des sciences,
- membre de la Société royale du Canada, membre de la Royal Society et l'Académie des sciences médicales du Royaume-Uni,
- docteur honoris causa de l'University College de Londres, et membre honoraire du New College (Oxford).
- membre la Société américaine de philosophie depuis 2017[14].

## Vie privée
Marc a rencontré son épouse Mary Hynes alors qu'ils étaient post-doctorants à Columbia. Ils ont trois enfants, Christian, Kyle, et Ella.